# Антигуа і Барбуда на літніх Олімпійських іграх 2016
Антигуа і Барбуда на літніх Олімпійських іграх 2016 була представлена 9 спортсменами в двох видах спорту. Жодної медалі олімпійці Антигуа і Барбуда не завоювали.

## Легка атлетика
Легенда
- Note — місця, наведені дня дисциплін на треку, стосуються тільки окремого забігу, в якому взяв участь спортсмен
- Q = пройшов у наступне коло напряму
- q = пройшов у наступне коло за добором (для трекових дисциплін - найшвидші часи серед тих, хто не пройшов напряму; для технічних дисциплін - увійшов до визначеної кількості фіналістів за місцем якщо напряму пройшло менше спортсменів, ніж визначена кількість)
- NR = Національний рекорд
- N/A = Коло відсутнє у цій дисципліні
- Bye = спортсменові не потрібно змагатися у цьому колі

Трекові і шосейні дисципліни
| Спортсмен                                                                   | Дисципліна                             | Попередній забіг | Попередній забіг | Чвертьфінал | Чвертьфінал | Півфінал        | Півфінал        | Фінал           | Фінал           |
| Спортсмен                                                                   | Дисципліна                             | Результат        | Місце            | Результат   | Місце       | Результат       | Місце           | Результат       | Місце           |
| --------------------------------------------------------------------------- | -------------------------------------- | ---------------- | ---------------- | ----------- | ----------- | --------------- | --------------- | --------------- | --------------- |
| Деніел Бейлі                                                                | біг на 100 метрів (чоловіки)           | Bye              | Bye              | 10.20       | 2 Q         | DNS             | DNS             | Завершив виступ | Завершив виступ |
| Сейха Грін                                                                  | біг на 100 метрів (чоловіки)           | Bye              | Bye              | 10.20       | 4 Q         | 10.13           | 7               | Завершив виступ | Завершив виступ |
| Мігель Френсіс                                                              | біг на 200 метрів (чоловіки)           | DNS              | DNS              | Н/Д         | Н/Д         | Завершив виступ | Завершив виступ | Завершив виступ | Завершив виступ |
| Деніел Бейлі Сейха Грін Мігель Френсіс Джаред Джарвіс Чавон Волш Тахір Волш | естафетний біг 4×100 метрів (чоловіки) | 38.44 SB         | 6                | Н/Д         | Н/Д         | Н/Д             | Н/Д             | Завершив виступ | Завершив виступ |

Технічні дисципліни
| Спортсмен          | Дисципліна               | Кваліфікація       | Кваліфікація | Фінал              | Фінал            |
| Спортсмен          | Дисципліна               | Результат у метрах | Місце        | Результат у метрах | Місце            |
| ------------------ | ------------------------ | ------------------ | ------------ | ------------------ | ---------------- |
| Прісцилла Фредерік | стрибки у висоту (жінки) | 1.89               | 28           | Завершила виступ   | Завершила виступ |

## Плавання
| Спортсмен         | Дисципліна                           | Попередній заплив | Попередній заплив | Півфінал         | Півфінал         | Фінал            | Фінал            |
| Спортсмен         | Дисципліна                           | Час               | Місце             | Час              | Місце            | Час              | Місце            |
| ----------------- | ------------------------------------ | ----------------- | ----------------- | ---------------- | ---------------- | ---------------- | ---------------- |
| Ноа-Масколл-Гомес | 200 метрів вільним стилем (чоловіки) | 1:53.16           | 44                | Завершив виступ  | Завершив виступ  | Завершив виступ  | Завершив виступ  |
| Саманта Робертс   | 50 метрів вільним стилем (жінки)     | 27.95             | 57                | Завершила виступ | Завершила виступ | Завершила виступ | Завершила виступ |